# Куликов, Артём Анатольевич
Артём Анато́льевич Кулико́в (род. 30 января 1980, Астрахань, СССР) — российский футболист, нападающий; тренер.

## Карьера

### Игровая
Дебютировал в 1996 году в команде Второй лиги «Волгарь-Газпром»; за два сезона провёл шесть матчей. С 1998 года полтора сезона был в составе ЦСКА, за дубль во втором дивизионе сыграл 28 матчей, забил три мяча. Вернувшись в «Волгарь-Газпром», в 1999—2000 годах в Первом дивизионе в 35 играх забил три мяча. 2001 год провёл в «Орле». Следующие пять сезонов отыграл за КАМАЗ, с которым в 2003 году вышел в Первый дивизион. Завершал карьеру в нижегородской «Волге» в 2007 году и «Краснодаре» в 2008 году.

### Тренерская
Работал главным тренером в командах первенства ПФЛ волжской «Энергии» (2012/13), волгоградской «Олимпии» (2013/14), «МИТОС» (2014/15—2015), пензенском «Зените» (июнь — сентябрь 2017). С сезона 2019/20 — главный тренер команды Академии ФК «Краснодар» в Юношеской футбольной лиге и тренер молодёжной команды «Краснодара». 31 октября 2019 года назначен главным тренером «Краснодара-2». 29 мая 2021 года возглавил «Велес», подписав контракт на два года. 29 ноября 2021 года расторг контракт с московским клубом по соглашению сторон.
6 декабря 2021 года был назначен главным тренером волгоградского «Ротора». 21 июня 2022 года утверждён главным тренером раменского «Сатурна». 25 августа 2022 года вернулся в «Велес», подписав контракт на один год с возможностью продления ещё на год. В июне 2023 года покинул «Велес» и вскоре стал главным тренером «Астрахани».
С января 2025 года входил в тренерский штаб Артёма Горлова в «Леон Сатурне», 24 мая 2025 года был утверждён в качестве главного тренера. 16 июля 2025 года на должность главного тренера «Леон Сатурна» был назначен Виталий Виценец, а Куликов стал его ассистентом.

## Достижения
- Бронзовый призёр Первого дивизиона: 2005
- Победитель зоны «Урал-Поволжье» Второго дивизиона: 2003
- Бронзовый призёр зоны «Юг» Второго дивизиона: 2008